# SDRAM

La memòria dinàmica síncrona d'accés aleatori (RAM dinàmica síncrona o SDRAM) és qualsevol DRAM on el funcionament de la seva interfície de pin externa està coordinat per un senyal de rellotge subministrat externament.
Els circuits integrats (CI) DRAM produïts des de principis dels anys setanta fins a principis dels noranta utilitzaven una interfície asíncrona, en la qual els senyals de control d'entrada tenen un efecte directe sobre les funcions internes només retardades pel viatge a través de les seves vies de semiconductors. SDRAM té una interfície síncrona, per la qual els canvis a les entrades de control es reconeixen després d'un front ascendent de la seva entrada de rellotge. A les famílies SDRAM estandarditzades per JEDEC, el senyal del rellotge controla el pas d'una màquina interna d'estats finits que respon a les ordres entrants. Aquestes ordres es poden canalitzar per millorar el rendiment, amb les operacions iniciades anteriorment que es completen mentre es reben ordres noves. La memòria es divideix en diverses seccions d'igual mida però independents anomenades bancs, la qual cosa permet que el dispositiu funcioni amb una comanda d'accés a la memòria a cada banc simultàniament i acceleri l'accés de manera intercalada. Això permet que les SDRAM aconsegueixin una concurrència més gran i velocitats de transferència de dades més altes que les DRAM asíncrones.

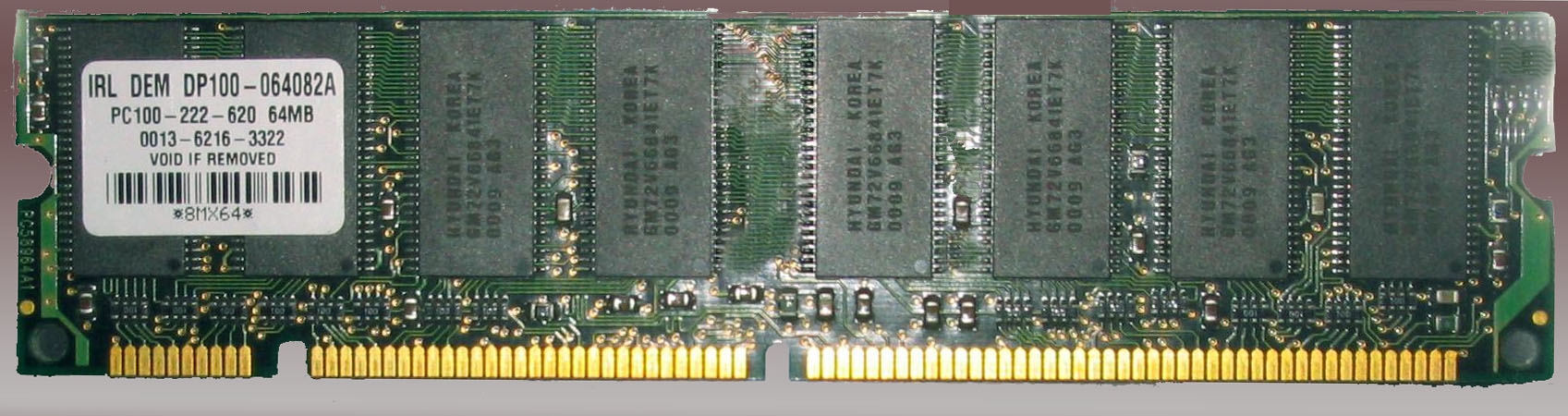
Vuit circuits integrats SDRAM de Hyundai en un paquet DIMM PC100

La canalització (pipelining) significa que el xip pot acceptar una comanda nova abans que hagi acabat de processar l'anterior. Per a una escriptura canalitzada, l'ordre d'escriptura pot ser seguida immediatament d'una altra ordre sense esperar que les dades s'escriguin a la matriu de memòria. Per a una lectura canalitzada, les dades sol·licitades apareixen un nombre fix de cicles de rellotge (latència) després de l'ordre de lectura, durant els quals es poden enviar ordres addicionals.

## Història
Les primeres DRAM sovint es sincronitzaven amb el rellotge de la CPU (rellotge) i s'utilitzaven amb els primers microprocessadors. A mitjans de la dècada de 1970, les DRAM van passar al disseny asíncron, però a la dècada de 1990 van tornar al funcionament síncron.
La primera SDRAM comercial va ser el xip de memòria Samsung KM48SL2000, que tenia una capacitat de 16 Mbit. Va ser fabricat per Samsung Electronics mitjançant un procés de fabricació CMOS (complementari metall-òxid-semiconductor) el 1992, i produït en massa el 1993. L'any 2000, SDRAM havia substituït pràcticament tots els altres tipus de DRAM als ordinadors moderns, a causa del seu major rendiment.
Avui dia, pràcticament tota la SDRAM es fabriquen d'acord amb els estàndards establerts per JEDEC, una associació de la indústria electrònica que adopta estàndards oberts per facilitar la interoperabilitat dels components electrònics. JEDEC va adoptar formalment el seu primer estàndard SDRAM el 1993 i posteriorment va adoptar altres estàndards SDRAM, inclosos els de DDR, DDR2 i DDR3 SDRAM.
La SDRAM de doble velocitat de dades, coneguda com a DDR SDRAM, va ser demostrada per primera vegada per Samsung el 1997. Samsung va llançar el primer xip comercial DDR SDRAM (64 Mbit [6] ) el juny de 1998, seguit poc després per Hyundai Electronics (ara SK Hynix) el mateix any.
Actualment, els fabricants de SDRAM més grans del món inclouen: Samsung Electronics, SK Hynix, Micron Technology i Nanya Technology.

## Generacions
| Tipus | Canvis de característiques |
| ----- | --- |
| SDRAM | Vcc= 3,3V Senyal: LVTTL |
| DDR1  | L'accés és ≥4 paraules Doble rellotge Vcc=2,5V Cicles de 2,5-7,5ns Senyal: SSTL_2 (2,5V) |
| DDR2  | L'accés és ≥4 paraules S'ha eliminat "Finalització de ràfega". 4 unitats utilitzades en paral·lel 1.25 - 5 ns per cicle Les operacions internes són a 1/2 de la velocitat del rellotge. Senyal: SSTL_18 (1,8 V) |
| DDR3  | L'accés és ≥8 paraules Senyal: SSTL_15 (1,5 V) Latències CAS molt més llargues |
| DDR4  | Vcc ≤ 1.2 V punt a punt (mòdul únic per canal) |
| DDR5  | Vcc ≤ 1.1 V |